# Phygadeuon ruficornis
Phygadeuon ruficornis là một loài tò vò trong họ Ichneumonidae.